# Enganyapastors cridaner septentrional
L'enganyapastors cridaner (Antrostomus vociferus) és una espècie d'ocell de la família Caprimulgidae de grandària mitjana (22-27 cm) d'Amèrica del Nord i Central. Se sol sentir, però veure-ho és menys freqüent. El seu nom en anglès (Whip-poor-will) és una onomatopeia presa del seu reclam.